# Åkullabokets naturreservat
Åkullabokets naturreservat är ett naturreservat i Varbergs kommun i Hallands län.
Området är naturskyddat sedan 2020 och är 49 hektar stort. Reservatet ligger söder om Yasjön och består av ett bokskogsreservat i hjärtat av Åkulla bokskogar.